# Liam Dunn
Pour les articles homonymes, voir Dunn.
Liam Dunn est un acteur américain, né le 12 novembre 1916 dans le New Jersey (lieu à préciser), mort le 11 avril 1976 à Los Angeles (quartier de Granada Hills, Californie).

## Biographie
Liam Dunn entame sa carrière au théâtre et joue notamment une fois à Broadway (New York) en 1944, dans la pièce Bright Bay de John Boruff (avec Biff McGuire et Ivan F. Simpson).
Au cinéma, il débute — un petit rôle non crédité — dans Le Bébé de mon mari de Frank Borzage (1947, avec Don Ameche et Roscoe Karns). Suivent dix-huit autres films américains, exclusivement durant les années 1970, depuis Catch 22 de Mike Nichols (1970, avec Alan Arkin et Martin Balsam) jusqu'à Un candidat au poil de Robert Stevenson (1976, avec Dean Jones et Tim Conway), ultime tournage durant lequel il meurt à 59 ans, des suites d'un emphysème.
Entretemps, citons Papillon de Franklin J. Schaffner (1973, avec Steve McQueen et Dustin Hoffman), Un nouvel amour de Coccinelle de Robert Stevenson (1974, avec Helen Hayes et Ken Berry) et La Dernière Folie de Mel Brooks de Mel Brooks (1976, avec le réalisateur et Marty Feldman).
Pour la télévision américaine, Liam Dunn contribue à quarante-deux séries entre 1951 et 1976, dont Captain Nice (neuf épisodes, 1967), Mannix (deux épisodes, 1970-1971) et Kojak (un épisode, 1975).
S'ajoutent dix-huit téléfilms, le premier diffusé en 1972, le dernier en 1977, plus d'un an après sa mort. Dans l'intervalle, mentionnons Miracle sur la 34e rue de Fielder Cook (1973, avec Sebastian Cabot).
Le dernier film auquel il participe est Un candidat au poil (1976) pour les studios Disney mais il décède peu après les dernières prises, l'acteur John Fiedler a même été embauché pour réaliser des scènes supplémentaires prévues pour Dunn.

## Théâtre à Broadway
- 1944 : Bright Boy de John Boruff : Professeur McGiffin

## Filmographie partielle

### Cinéma
- 1947 : Le Bébé de mon mari (That's My Man) de Frank Borzage : un journaliste
- 1970 : Catch 22 (Catch-22) de Mike Nichols : le père
- 1972 : La Légende de Jesse James (The Great Northfield Minnesota Raid) de Philip Kaufman : le marchand ambulant
- 1972 : On s'fait la valise, Doc ? (What's Up, Doc?) de Peter Bogdanovich : le juge Maxwell
- 1973 : Charley et l'Ange (Charley and the Angel) de Vincent McEveety : Dr Sprague
- 1973 : L'Empereur du Nord (Emperor of the North Pole) de Robert Aldrich : Smile
- 1973 : Nanou, fils de la Jungle (The World's Greatest Athlete) de Robert Scheerer : Dr Winslow
- 1973 : Papillon de Franklin J. Schaffner : le vieux Trustee
- 1974 : Frankenstein Junior (Young Frankenstein) de Mel Brooks : M. Hilltop
- 1974 : Bank Shot de Gower Champion : le peintre
- 1974 : Un nouvel amour de Coccinelle (Herbie Rides Again) de Robert Stevenson : le docteur
- 1974 : Le shérif est en prison (Blazing Saddles) de Mel Brooks : le révérend Johnson
- 1975 : Enfin l'amour (At Long Last Love) de Peter Bogdanovich : Harry
- 1976 : La Dernière Folie de Mel Brooks (Silent Movie) de Mel Brooks : le vendeur de journaux
- 1976 : Gus de Vincent McEveety : Dr Morgan
- 1976 : Un candidat au poil (The Shaggy D.A.) de Robert Stevenson : un captureur de chiens

### Télévision

#### Séries
- 1967 : Captain Nice
  - Saison unique, 9 épisodes : le maire Finney
- 1967 : Bonanza
  - Saison 9, épisode 11 Six chevaux noirs (Six Black Horses) : le père O'Brien
- 1970-1971 : Mannix
  - Saison 4, épisode 13 Duo pour trois (Duet for Three, 1970) de John Llewellyn Moxey : le gérant du motel
  - Saison 5, épisode 6 Au-delà du souvenir (Days Beyond Recall, 1971) de Jud Taylor : Brock
- 1971 : Opération danger (Alias Smith and Jones)
  - Saison 1, épisode 5 Danger (The Girl in Boxcar) de Leslie H. Martinson : le télégraphiste
- 1972 : Gunsmoke
  - Saison 17, épisode 16 No Tomorrow d'Irving J. Moore : Eli Bruder
- 1973 : Banacek
  - Saison 1, épisode 9 Sans issue (The Two Million Clams of Cap'n Jack) de Richard T. Heffron : Hanrahan
- 1975 : Un shérif à New York (McCloud)
  - Saison 5, épisode 6 The Man with the Golden Hat de Lou Antonio : Ben
- 1975 : Kojak, première série
  - Saison 2, épisode 24 C'est ma femme, Théo (The Trade-Off) : Faxy
- 1975 : Barney Miller
  - Saison 2, épisode 10 Horse Thief : Fuzzo
- 1976 : McCoy
  - Saison unique, épisode 4 À chacun ses manies (In Again Out Again) de Stan Dragoti : Billy Sunshine

#### Téléfilms
- 1972 : The Crooked Hearts de Jay Sandrich : l'écrivain
- 1973 : Genesis II de John Llewellyn Moxey : Janos
- 1973 : Miracle sur la 34e rue (Miracle on 34th Street) de Fielder Cook : le gardien du zoo
- 1973 : Isn't It Shocking de John Badham : Myron Flagg
- 1974 : La Révolte des abeilles (Killer Bees) de Curtis Harrington : Zeb Tucker
- 1974 : A Cry in the Wilderness de Gordon Hessler : M. Hainie
- 1974 : A Tree Grows in Brooklyn de Joseph Hardy : M. Barker
- 1974 : The Healers de Tom Gries : M. Addison
- 1974 : Virginia Hill de Joel Schumacher : le commissaire-priseur
- 1975 : Twigs d'Alan Arkin et Clark Jones : « Pa »
- 1975 : La Nuit qui terrifia l'Amérique (The Night That Panicked America) de Joseph Sargent : Charlie
- 1976 : Panache de Gary Nelson : M. Durant / le père Joseph
- 1976 : Three Times Daley de Jay Sandrich : Alex Daley
- 1977 : The Quinns de Daniel Petrie : Sean Quinn Sr.